# Точка кипіння (фільм, 1993)
Точка кипіння (англ. Boiling Point) — американська кримінальна драма 1993 року.

## Сюжет
Рудольф Даймонд на прізвисько Рудий відсидів п'ять років у в'язниці. Вийшовши на волю він має намір отримати грошову компенсацію від колишніх партнерів і відкрити власну справу. Але поліцейський Джиммі Мерсер намагається помститися за загибель свого напарника від рук спільника Рудого.

## У ролях
| Актор              | Роль                    |
| ------------------ | ----------------------- |
| Веслі Снайпс       | Джиммі Мерсер           |
| Денніс Гоппер      | Рудольф «Рудий» Даймонд |
| Лоліта Давидович   | Віккі Данбар            |
| Вігго Мортенсен    | Ронні                   |
| Сеймур Кессел      | Вірджил Ліч             |
| Джонатан Бенкс     | Макс Ваксман            |
| Крістін Еліз       | Керол                   |
| Тоні Ло Бьянко     | Тоні Діо                |
| Валері Перрайн     | Мона                    |
| Джеймс Толкан      | Левітт                  |
| Пол Глісон         | людина на угоді         |
| Лоррен Еванофф     | Конні                   |
| Стефані Вільямс    | Саллі Мерсер            |
| Тобін Белл         | Рот                     |
| Боббі Госі         | Стів                    |
| Ден Гедайя         | Брейді                  |
| Джордж Гердес      | Гендерсон               |
| Джеймс Пікенс мол. | тюремник                |
| Кіт Леон Вільямс   | Кук                     |
| Рік Дін            | бармен                  |